# Enzymatisch hydrolysierte Natriumcarboxymethylcellulose
Enzymatisch hydrolysierte Natriumcarboxymethylcellulose (auch enzymatisch hydrolysierte Carboxymethylcellulose oder enzymatisch hydrolysiertes Cellulosegummi) ist ein Lebensmittelzusatzstoff, der in der Europäischen Union als E 469 gekennzeichnet wird. Er gehört zur Gruppe der Carboxymethylcellulosen und wird hauptsächlich für fettreduzierte Lebensmittel verwendet.

## Eigenschaften
Bei diesem Zusatzstoff handelt es sich um einen Abkömmling der Cellulose (E 460), bei dem die verdickende Wirkung durch eine enzymatische Reaktion abgeschwächt wurde. Das dafür verwendete Enzym Cellulase stammen aus der Bakterienart Trichoderma longibrachiatum. Dieses weiße geruchlose Pulver ist in Wasser aber nicht in Ethanol löslich. Im Gegensatz zur Carboxymethylcellulose kann dieses Derivat keine Schäume bilden.
Eine Qualität für den Pharmabereich ist etwa Enzymatically-Hydrolyzed Carboxymethylcellulose Sodium USP-NF [C6H7O2(OH)x(OCH2COONa)y]n mit einem Substitutionsgrad von 0,20 bis 1,5 entsprechend einem Natriumgehalt von 2,6 bis 12,2 Prozent (0,20 ≤ y ≤ 1,50; x = 3,0 – y; n = Polymerisationsgrad).

## Verwendung
Diese Natriumcarboxymethylcellulose fungiert als Stabilisator und als Füllstoff. Als Füllstoff dient sie vor allem in fett- und daher energiereduzierten Lebensmitteln, um eine angenehme Konsistenz zu erzeugen. Sie wird somit hauptsächlich als Fettersatz verwendet.

## Rechtliche Situation
In der Europäischen Union sind die Lebensmittelzusatzstoffe gemäß dem Anhang II der Verordnung (EG) Nr. 1333/2008 (Stand August 2021) sowie in der Schweiz, gemäß der Zusatzstoffverordnung (ZuV) (Stand: Juli 2020) aufgelistet. Die enzymatisch hydrolysierte Natriumcarboxymethylcellulose darf uneingeschränkt für alle Lebensmittel verwendet werden. Hierbei gelten keine Höchstmengenbeschränkungen.

## Gesundheitliche Risiken
Dieser Zusatzstoff gilt als gesundheitlich unbedenklich. Es wurde kein Wert für die erlaubte Tagesdosis festgelegt.